# 馬柳克鄉
45°10′N 29°5′E / 45.167°N 29.083°E
馬柳克鄉（羅馬尼亞語：Comuna Maliuc, Tulcea），是羅馬尼亞的鄉份，位於該國東南部，由圖爾恰縣負責管轄，面積264平方公里，海拔高度2米，2002年人口1,005，人口密度每平方公里4人。